# Alto (Wisconsin)
Alto es un pueblo ubicado en el condado de Fond du Lac en el estado estadounidense de Wisconsin. En el Censo de 2010 tenía una población de 1.045 habitantes y una densidad poblacional de 11,1 personas por km².

## Geografía
Alto se encuentra ubicado en las coordenadas 43°40′48″N 88°49′31″O / 43.68000, -88.82528. Según la Oficina del Censo de los Estados Unidos, Alto tiene una superficie total de 94.11 km², de la cual 93.63 km² corresponden a tierra firme y (0.51%) 0.48 km² es agua.

## Demografía
Según el censo de 2010, había 1.045 personas residiendo en Alto. La densidad de población era de 11,1 hab./km². De los 1.045 habitantes, Alto estaba compuesto por el 97.99% blancos, el 0.29% eran afroamericanos, el 0.1% eran amerindios, el 0.1% eran asiáticos, el 0% eran isleños del Pacífico, el 0.67% eran de otras razas y el 0.86% pertenecían a dos o más razas. Del total de la población el 2.78% eran hispanos o latinos de cualquier raza.